# Trent Acid
Michael Verdi (Philadelphia, Pennsylvania, 12 de noviembre de 1980-Ib., 18 de junio de 2010), conocido por su nombre de ring Trent Acid, fue un luchador profesional estadounidense. Trabajó como luchador en parejas durante la mayor parte de su carrera, principalmente como parte de The Backseat Boyz con Johnny Kashmere, en varias empresas independientes estadounidenses, incluyendo Combat Zone Wrestling, Pro Wrestling Unplugged, National Wrestling Superstars, también conocido como NWS basado en Nueva Jersey, Ring of Honor y Juggalo Championship Wrestling.

## Carrera

### Combat Zone Wrestling (1999-2004)
Acid debutó en Combat Zone Wrestling (CZW) en 1999 y compitió principalmente en partidos individuales. En la primera Cage of Death, hizo equipo con White Lotus para enfrentarse a los Kashmerinoes (Johnny Kashmere y Robbie Mireno). Acid luchó muchos partidos contra Kashmere antes de unirse a él para formar The Backseat Boyz. Los Backseat Boyz ganaron el Campeonato en Parejas de CZW. Mientras formaba parte de este equipo, Acid todavía luchó en la división de individuales y ganó el Campeonato Mundial de Peso Pesado Juvenil CZW tres veces, compitiendo contra jugadores como Ruckus y Justice Pain por el título. También se convirtió en el segundo ganador de Best of the Best al derrotar a Jody Fleisch en la última pelea en Best of the Best 2. En septiembre de 2003, Acid ganó el vacante Campeonato Iron Man de CZW al derrotar a Nick Gage y Jimmy Rave.

### Big Japan Pro Wrestling (2000-2002)
A la temprana edad de 19 años, Acid se iría a Japón a trabajar para Big Japan Pro Wrestling. Tenían una relación de trabajo con CZW. Acid dejaría caer el Campeonato Mundial Junior de Peso Pesado de la CZW ante Winger el 2 de julio en Tokio. Pelearía con Ryuji Ito. Luego, el 19 de agosto de 2001, venció a Jun Kasai por el Campeonato Mundial Júnior de Peso Pesado de la CZW. El 2 de diciembre de 2001 derrotó a Ruckus por el Campeonato Peso Pesado Junior de BJW en Filadelfia en CZW Cage of Death III. Dejaría el título ante The Winger en Harder Than Hardcore Series 2002 el 3 de marzo de 2002 en Yokohama.

### Ring of Honor (2002-2004)
Acid se unió a Ring of Honor (ROH) en 2002, cuando él y Johnny Kashmere derrotaron a Homicide y Steve Corino en un combate interpromocional entre ROH y CZW en el primer Glory By Honor. Los Backseat Boyz continuarían trabajando para ROH de forma permanente. Continuaron luchando juntos y compitieron en muchos combates de lucha contra gente como The SAT, The Carnage Crew y Special K. Sin embargo, Acid es quizás más conocido en ROH por su rivalidad con Homicide que terminó en un combate Fight Without Honor el 28 de mayo de 2003, en Wrestlerave 03, que Acid ganaría. Después de esta disputa, los Backseat Boyz ganaron el Campeonato Mundial en Parejas de ROH al derrotar a Special K en la ronda final de un combate de guante por el título vacante. Esto convirtió a The Backseat Boyz en el primer equipo en ganar los Campeonatos en Parejas de CZW y ROH. Acid y Kashmere perdieron el título ante Special K en el próximo programa. Más tarde, Kashmere dejó ROH y Acid continuaría como luchador individual. En Reborn: Completion de ROH, Acid luchó con Jimmy Rave, pero perdió después de que Rave golpeó el Rave Clash sobre él. En Testing The Limit, desafió a Samoa Joe por el Campeonato Mundial de ROH, pero no ganó. También fue parte del evento principal de Scramble Cage Melee en la jaula de lucha. Acid tuvo su último combate de ROH en Final Battle contra Jimmy Jacobs. Después de perder este partido, dejó ROH.

### Circuito independiente (2004-2010)
Acid se unió a Pro Wrestling Unplugged en sus inicios en 2004, y finalmente se enfrentó a Homicide, 2 Cold Scorpio y Devon Moore por el título mundial de peso pesado de la PWU. En 2005, Trent se peleó con su viejo amigo y nuevo rival, Hellter Skelter. La disputa duró unos meses, comenzando con Hellter afirmando que Trent le dio la espalda a su amistad y lo convirtió en la persona malvada que es hoy.
Acid también trabajó para la nueva promoción Pro Wrestling Syndicate, donde tuvo peleas con Alex Shelley, Human Tornado, Danny Doring, Justin Credible y Sabu. El 29 de mayo de 2009, Acid ganó un combate para ganar el Campeonato de Peso Pesado de la PWS.

### WWE (2006)
Acid hizo una aparición de una noche para la WWE el 9 de enero de 2006 en un dark match el Sunday Night Heat formando equipo con Bison Bravado cuando perdieron ante 3-Minute Warning (Rosey y Jamal).

### Juggalo Championship Wrestling (2009-2010)
Acid regresó a JCW en Bloodymania III, donde se asoció con los Alter Boys (Tim, Tom, Terry y Todd). El grupo perdió ante el Juggalo World Order (Cabo Robinson, Scott Hall, Shaggy 2 Dope, Violent J y Sid Vicious) en el evento principal.
Su última lucha en JCW se perdió ante 2 Tuff Tony en Oddball Bonanza en una lucha de tablas de alambre de púas y bates de béisbol el 20 de marzo de 2010.

## Vida personal
El 2 de abril de 2010, Verdi fue arrestado por posesión de heroína. Este cargo se combinó con otros cargos anteriores, que incluían posesión de parafernalia de drogas e intoxicación pública. El 12 de mayo fue sentenciado a un máximo de 23 meses de reclusión, además de la rehabilitación ordenada por el tribunal, después de llegar a un acuerdo con la fiscalía. Tenía otro juicio programado para el 13 de julio.

## Muerte
El 18 de junio de 2010, Verdi fue encontrado muerto en su casa de Filadelfia por su madre. La oficina del médico forense de Filadelfia determinó que había muerto a causa de una sobredosis de drogas.
En un evento de Ring of Honor en Buffalo, Nueva York esa noche, ROH realizó un saludo de diez campanas en honor a Verdi.
En el evento del CZW Tournament of Death el 26 de junio en Townsend, Delaware, CZW lo honró con un saludo de diez campanas antes del espectáculo. El 28 de junio, se anunció que un espectáculo tributo, Acid-Fest: A Tribute to Trent Acid, se llevaría a cabo en The Arena en Filadelfia el 10 de julio. El espectáculo contó con varios de los amigos de Verdi dentro de la lucha libre profesional junto con algunos de sus miembros. estudiantes de PWU, que recaudaron más de $7,000 para el Trent Acid Memorial Fund, ayudando a su familia con los costos del funeral. Durante el evento, Verdi fue incluido en el Hardcore Hall of Fame.

## En lucha
- Movimientos finales
  - Acid Bomb[10] (Inverted crucifix powerbomb)
  - Acid Drop/Shovel Driver (Lifting falling reverse DDT or an inverted brainbuster)
  - Running arched big boot
- Movimientos en firma
  - Acid Burn (Sitout powerbomb)
  - Acid Lock (Full nelson camel clutch)
  - Acid Rain (Springboard corkscrew senton)
  - Acid Trip (Corkscrew plancha)
  - Discus elbow smash
  - Diving leg lariat
  - Full nelson slam
  - Hurricanrana
  - Lifting DDT
  - Reverse frankensteiner
  - Rope hung guillotine leg drop
  - Spin-out powerbomb
  - Springboard tornado DDT
- Apodos
  - "Holy"
  - "The International Superstar"
  - "The Savior of JCW"